# Нино Решић
Амир Решић (у међувремену Никола Решић; Босанска Дубица, 22. јануар 1964 — Бијељина, 18. октобар 2007), познатији као Нино, био је југословенски турбо-фолк, поп-фолк и фолк певач.

## Биографија
Рођен је 22. јануара 1964. године у Босанској Дубици. После школовања у СР БиХ преселио се у СР Србију. Детињство до 13. године провео је у Смедеревској Паланци, одакле му је отац. Из ислама је прешао у православно хришћанство и променио наденуто име Амир у Никола, по којем је и добио надимак Нино који је користио као уметничко име. Иако званично никада није објаснио разлоге због чега је променио веру, могуће је да је то урадио због своје православне супруге Саре Марковић или „за потребе српског тржишта”. Укупно се три пута женио и у сваком браку добио по једну ћерку — Амелу, Сандру (такође певачица) и Тамару.
Због дугогодишњег прекомерног конзумирања алкохола преминуо је од перфорације панкреаса, 18. октобра 2007. године (у 44. години живота) у Општој болници Бијељина (два сата након пријема). Сахрањен је на гробљу Урије у Козарској Дубици.

## Музичка каријера
Нино је био веома популаран певач на просторима бивше Југославије. Музичку каријеру започео је 1991. албумом Жена је жена. Тек други албум доноси му нешто већи успех. На том албуму су била два хита: Што ми ноћи немају сванућа и Ноћ не ноћим. У продукцији ЗАМ је био до 1993. и издао албум Збогом, мала на којем је било чак осам хитова: Усне вреле као жар, Не брини се, Не волиш ме више ти, Да ли верујеш, Ватра и вино, Дај ми твоје црне очи, Од када те нема и насловна песма. Овај албум га доводи у сами врх естраде. ЗАМ напушта 1994. и прелази у ПГП РТС. Албум Шта ћу мала с тобом је такође одлично прошао и издвојило се пет хитова: Удахни дубоко, Донеси дивље мирисе, Очи без сјаја, Заћутале све гитаре и насловна песма. Освојио је Оскар популарности. Године 1995. снимио је албум за Дискос на којем се издвојило исто пет хитова: Твоје очи, Иди, морам да ти кажем, Немирна си као чигра, Отрована грехом и Није мени. У ПГП РТС вратио се 1996. године и остао у овој продукцији две године. Хитови са ова два албума су били: Љубав је слепа, Када одем, Не могу више, Пријатељи, где сте, За прошлу љубав, Имала па немала и Kао ветар лак. Године 1998. снима албум Ко те само такне на којем је само насловна песма била хит, док су на албуму Теби равно све до мора из 1999. била три хита: Ружо мирисна, Ти си ћерко татин син и Краљица Балкана. И наредне две године је остварио солидан успех. Са албума из 2000. издвојиле су се песме: Кунем ти се и Требаш ми, а 2001. се издвојила песма 12 месеци. Наредних година је снимао за ВИП и РЕНОМЕ продукцију, али му ти албуми нису донели много успеха. Издао је укупно 14 албума.
Од дуета најпознатији му је био Дивља девојка са Драганом Мирковић и дует са Снежаном Ђуришић насловљен Танка жица, танке нити. То је својевремено био велики хит, емитован на радио-станицама и телевизијама у бившим југословенским републикама. Каснијих година је са Соњом Митровић Хани снимио дует Ја љубим друге.
Занимљиво је то да је ’90-их година 20. века Нино успео доћи до самог врха естраде и био најпопуларнији и најбоље плаћен певач, да би касније због личних и породичних проблема — нагло изгубио популарност и никада више није достигао ни приближно толику славу коју је достигао првим албумима.

### Дискографија

#### Албуми
- Жена је жена (1991)
- Што ми ноћи немају сванућа (1992)
- Збогом мала (1993)
- Шта ћу мала с тобом (1994)
- Твоје очи (1995)
- Тебе желим ноћас (1996)
- За прошлу љубав (1997)
- Ко те само такне (1998)
- Теби равно све до мора (1999)
- Требаш ми (2000)
- 12 месеци (2001)
- Опет онај стари (2003)
- Новембар 05 (2005)
- 1 на 1 (2006)

#### Компилације
- Хитови (2004, ЗаМ)

ВХС
- Хитови (1995, Дискос)
- Усне вреле као жар (1993, ЗаМ)